# Oblast Syr Darja
De oblast Syr Darja (Russisch: Сырдарьинская область, Sirdarjanska oblast) was een oblast van het keizerrijk Rusland.
Na de Russische verovering van Centraal-Azië ontstond de oblast op 23 juli 1867 uit het kanaat Kokand. Op 30 april 1918 werd het gebied opgenomen in de Turkestaanse Autonome Socialistische Sovjetrepubliek waar het rayon Amu Darja in 1920 tot een apart oblast werd verheven. Tijdens de nationalistische politiek van de Sovjet-Unie in 1924 ging het meeste gebied van de voormalige oblast Syr Darja op in de Kirgizische Autonome Socialistische Sovjetrepubliek. Een klein deel van het gebied, de oejazd Tasjkent, kwam bij de Oezbeekse Socialistische Sovjetrepubliek.
De oblast grensde aan de oblast Toergaj, de oblast Akmolinsk, de oblast Semiretsje, de oblast Fergana, het kanaat Xiva en het emiraat Buchara. De oblast was vernoemd naar de rivier Syr Darja. De hoofdstad was Şımkent.